# Kostel svatého Vendelína (Čejč)
Kostel svatého Vendelína je římskokatolický chrám v Čejči v okrese Hodonín. Je chráněn jako kulturní památka České republiky.

## Historie

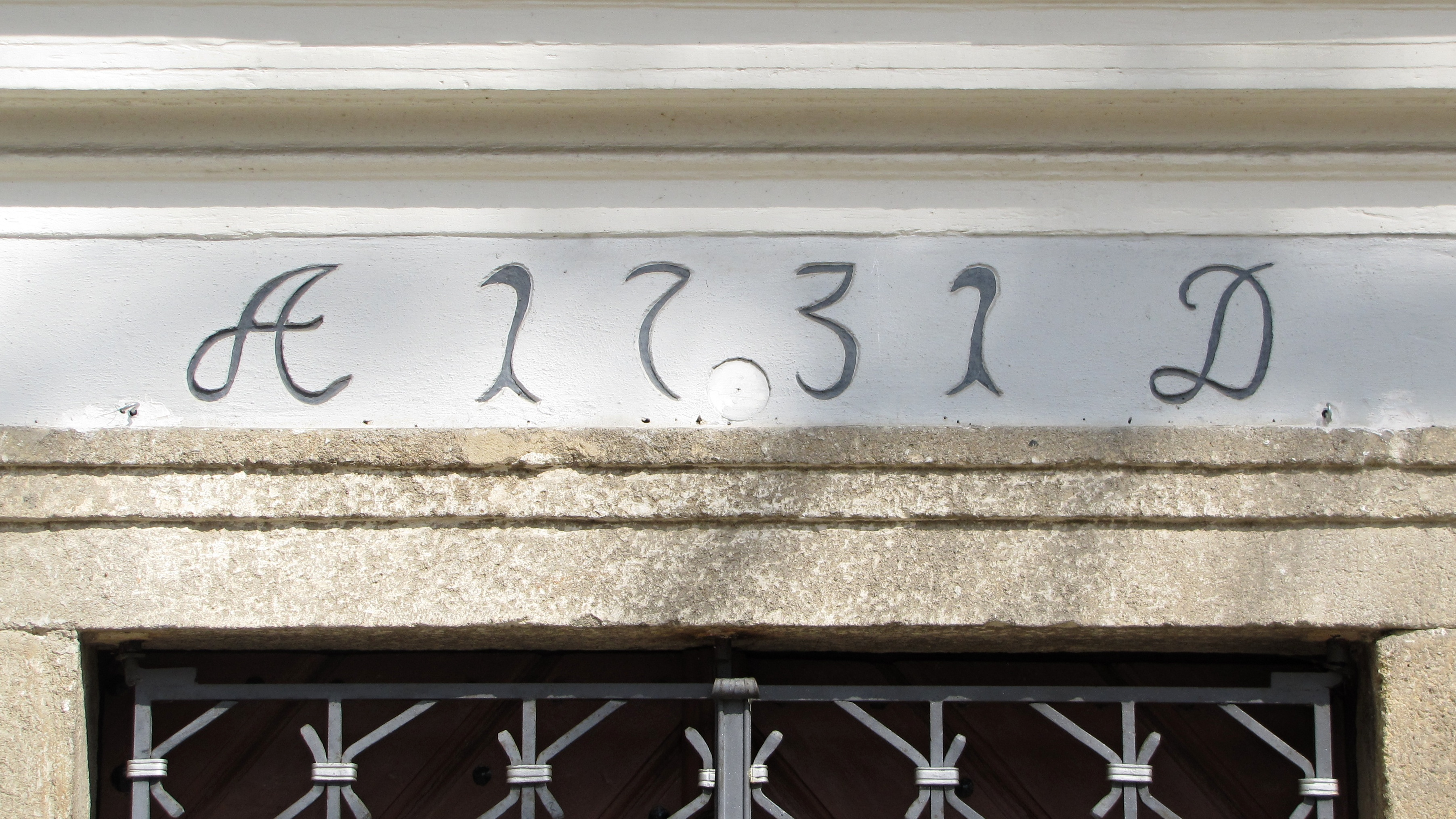
Nápis nad vchodem připomíná rok výstavby kostela (Anno Domini 1731)

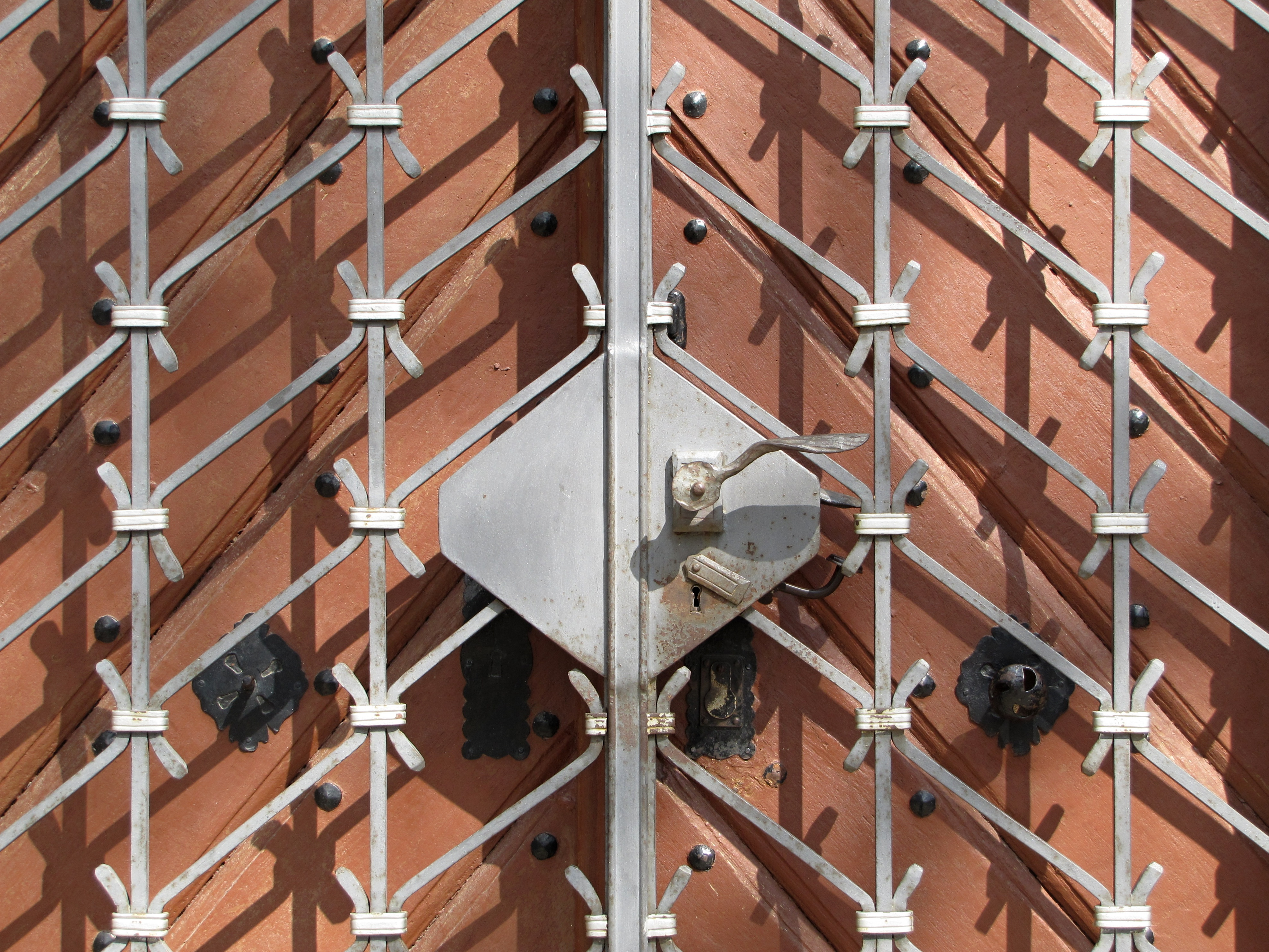
Detail mříže na vstupních dveřích

Kostel byl postaven v letech 1729–1731. V roce 1936 bylo zbořeno kněžiště a na jeho místě byl postaven širší čtyřboký útvar se sakristií.

## Popis
Jedná se o jednolodní stavbu, k níž na severní straně přiléhá přístavek se čtyřbokou sakristií v ose stavby. Fasády staré lodi člení prodloužené pilastry.Nad vstupním průčelím se zvedá štít, nad ním vyrůstá z hřebene střechy hranolová zvonička. Stará část kostela je zaklenuta valeně, přístavba je plochostropá. Ve věži je zavěšen zvon s reliéfem svatého Donáta a s lichtenštejnskýcm znakem.
Jde o filiální kostel farnosti Hovorany.